# Hechting (psychologie)

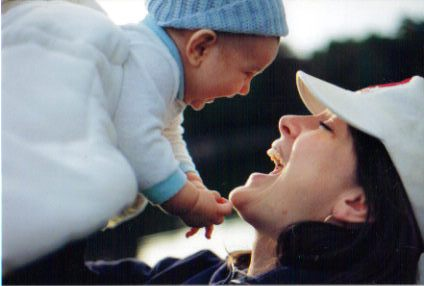
Volgens Bowlby zijn kinderen 'voorgeprogrammeerd' om een hechtingsrelatie aan te gaan met hun vaste verzorgers.

Hechting  is de duurzame affectieve relatie tussen een kind en één of meer opvoeders. Veilig gehechte kinderen zullen in perioden van stress de nabijheid zoeken van personen aan wie zij zijn gehecht. In een onbekende situatie zijn zulke personen de uitvalsbasis waarvandaan zij de omgeving verkennen. Onveilig gehechte kinderen klampen zich vast aan hun verzorger, of ze gedragen zich juist heel onverschillig en zelfstandig, ongeacht of de situatie stressvol is of niet. Alle kinderen hebben een gehechtheidsrelatie met hun opvoeders, maar onveilig gehechte kinderen krijgen veel vaker te kampen met leer- of relatieproblemen, zijn lastig aanspreekbaar en ontwikkelen een laag gevoel voor eigenwaarde.

## Hechtingstheorie
John Bowlby formuleerde in de jaren 40 en 50 van de 20ste eeuw zijn hechtingstheorie op basis van studies naar jeugddelinquenten en zijn werk op een school voor sociaal-emotioneel onaangepaste kinderen. Zijn vooronderstelling is dat kinderen genetisch 'geprogrammeerd' zijn om zorg te verkrijgen in de periode van kinderlijke hulpeloosheid. Dit doen zij door bijvoorbeeld te huilen of nabijheid van vaste verzorgers te zoeken. Hij concludeerde dat een langdurig afwezige band tussen moeder en kind in de eerste drie levensjaren leidt tot een onomkeerbaar negatief effect op de geestelijke gezondheid van het kind.
Na hevige kritiek van onder andere Jan Hendrik van den Berg - de onderzochte kinderen waren niet alleen gescheiden van hun moeders, maar er speelden vele andere factoren een rol – gebruikte Bowlby ook observaties en overwegingen uit de cognitieve ontwikkelingstheorie, regelsysteemtheorie en vooral de ethologie (onder andere het werk van Niko Tinbergen). Zijn hoofdconclusie bleef wel staan. Later toonden diverse onderzoekers aan dat een kind niet per se aan de moeder gehecht hoeft te geraken; ook andere opvoeders kunnen een veilige hechtingsrelatie tot stand brengen. Mary Ainsworth ontwikkelde de vreemdesituatietest om diverse hechtingstypen van kinderen vast te stellen.
Bowlby's hechtingstheorie toonde aan dat het verstandig is om huilende baby's niet te laten huilen, maar te troosten. Door te huilen laten ze merken dat ze behoefte hebben aan de nabijheid van hun verzorgers. Ook verklaart de theorie waarom mishandelde kinderen loyaal aan hun ouders blijven. Ze zijn aan hen gehecht, hoewel doorgaans niet op veilige wijze.

## Onveilige hechting
Veilige hechting wordt bevorderd door:
- een sensitieve houding van de opvoeder voor de signalen van het kind (kindvolgend handelen en inleven in het kind)
- respect voor de autonomie van het kind
- het ondersteunen en structureren bij het leren van het kind

Naarmate het kind ouder wordt, is het moeilijker om veilige hechting te bewerkstelligen. Vaak wordt het tiende levensjaar als kritiek jaar genoemd. Het niet-veilig gehecht zijn leidt tot verschillende problemen in het latere leven van kinderen, zoals leerproblemen, een laag gevoel van eigenwaarde en moeite met het aangaan van relaties.
Kinderen van verslaafde ouders of ouders met psychische problemen, kinderen die veel scheidingen hebben meegemaakt, kinderen die vroeg een of beide ouders verloren, en kinderen uit kindertehuizen zijn relatief vaak onveilig gehecht. Daarom komen hechtingsproblemen relatief veel voor bij adoptie- en pleegkinderen; soms zelfs zodanig dat sprake is van een reactieve hechtingsstoornis. Met video-interactiebegeleiding en daaruit volgende adviezen van pedagogen kunnen opvoeders in veel gevallen de hechtingsrelatie met hun kind bevorderen. Voor de behandeling van een reactieve hechtingsstoornis zijn geen erkende interventies in Nederland. Behandelingen die hechting willen bevorderen door dwang, zoals holdingtherapie en rebirthing, werken niet en kunnen zelfs schadelijk zijn. Ze zijn ook niet in overeenstemming met de hechtingstheorie.